# Салтыков, Лев Андреевич
Лев Андре́евич Салтыко́в (ум. 1573) — русский военный и государственный деятель из второго поколения Салтыковых, оружничий, окольничий, боярин и воевода. Сын оружничего А. М. Салтыкова.

## Служба
Чин оружничего унаследовал от своего отца Андрея Михайловича Салтыкова, принадлежавшему к роду Морозовых-Салтыковых. В июне 1549 года оружничий Л. А. Салтыков — второй воевода небольшого войска, посланного в Нижний Новгород, а оттуда, на «казанские места». В 1550—1551 годах сопровождал царя Ивана Грозного во время его второго похода на Казанское ханство. В 1550 году оружничий Лев Салтыков сопровождал царя в походе на Коломну против крымских татар. В июне 1553 года находился в царской свите во время похода на Коломну «по крымским вестям».
В декабре 1553 года — второй воевода передового полка в походе к Казани, а оттуда «…на луговую сторону и на арские места… которые государю не прямят».
В 1553 года во время болезни царя Ивана Васильевича Грозного окольничий Лев Андреевич Салтыков поддерживал права на царский престол его малолетнего сына, царевича Дмитрия.
Летом 1555 года Лев Андреевич Салтыков был вторым воеводой большого полка при первом воеводе боярине  Иване Васильевиче Большом Шереметевым. Небольшое русское войско напало на превосходящие силы крымского орды под Судбищами. Крымский хан Девлет Герай, понеся большие потери в боях с русскими, вынужден был отказаться от похода на московские владения и отступил с степи. В 1557 и 1559 годах окольничий и оружничий Лев Андреевич Салтыков сопровождал царя Ивана Грозного во время его походов на южную границу против крымских татар.
В 1561/1562 году получил боярский чин. Зимой 1562/1563 года боярин Лев Андреевич Салтыков сопровождал царя Ивана Грозного в походе на Полоцк.
В 1564/1565 году Лев Андреевич Салтыков попал в царскую опалу и был заключен в темницу. Был освобожден только после новой присяги на верность и денежного поручительства. В 1565 году — один из воевод в Полоцке, в 1566—1567 годах находился на воеводстве в Смоленске.
В 1567 году Л. А. Салтыков участвовал в подготовке несостоявшегося похода на Великое княжество Литовское. В 1568—1569 годах вошел в состав опричной думы, став одним из ближайших советников царя и занимает должность опричного дворецкого. В 1569—1570 годах участвовал в карательных походах опричного войска Ивана Грозного на Северную Русь.
В 1570 году Лев Андреевич Салтыков сопровождал царя Ивана Грозного в походе из Александровской слободы к Серпухову «по крымским вестем».
В 1571 году боярин Лев Андреевич Салтыков вновь попал в царскую опалу, по приказу царя был пострижен в монахи и отправлен в Троице-Сергиеву лавру, где позднее его казнили.
Оставил после себя трех сыновей: Василия, Михаила и Ивана.